# Trehörningen (Norrbärke socken, Dalarna, 666144-147343)
Trehörningen är en sjö i Smedjebackens kommun i Dalarna och ingår i Norrströms huvudavrinningsområde. Sjön har en area på 0,0743 kvadratkilometer och ligger 261,2 meter över havet.

## Delavrinningsområde
Trehörningen ingår i det delavrinningsområde (665865-147197) som SMHI kallar för Mynnar i Haggen. Medelhöjden är 237 meter över havet och ytan är 23,06 kvadratkilometer. Räknas de 2 avrinningsområdena uppströms in blir den ackumulerade arean 54,99 kvadratkilometer. Saxån som avvattnar avrinningsområdet har biflödesordning 5, vilket innebär att vattnet flödar genom totalt 5 vattendrag innan det når havet efter 259 kilometer. Avrinningsområdet består mestadels av skog (84 procent). Avrinningsområdet har 1,12 kvadratkilometer vattenytor vilket ger det en sjöprocent på 2 procent.